# Hans Rupe
Johan Hermann Wilhelm Rupe (Basilea, 9 d'octubre de 1866 - 12 de gener de 1951) fou un professor de química orgànica a la Universitat de Basilea. Les seves principals àrea d'interès foren els terpens i càmfores, així com l'activitat òptica.

## Vida
Rupe nasqué el 9 d'octubre de 1866 a Basilea, fill de Johannes Rupe i Mathilde Rupe (Fischer de soltera) i va anar a l'escola a Basilea. Va aprovar la Maturität el 1885 i va estudiar a Basilea sota Julius Piccard. Va continuar els estudis a la Universitat d'Estrasburg sota Rudolf Fittig i el 1887 a Múnic sota Adolf von Baeyer. Rupe va rebre el seu doctorat el 1889 a Múnic per la dissertació Über die Reduktionsprodukte der Dichloromuconsäure.
El 1894 va anar a Mülhausen per esdevenir el cap de la "Chemieschule" en la divisió de química orgànica. Rupe va rebre l'habilitació el 1895 a Basilea, on es traslladà el 1899. El 1903 esdevingué professor associat de química orgànica a la Universitat de Basilea. Treballà amb el professor de química Rudolf Nietzki, que es jubilà el 1911. El 1911 o 1912 va ser ascendit a professor titular de química orgànica (el seu col·lega Friedrich Fichter esdevingué professor de química inorgànica). Durant aquest etapa com a professor, va supervisar gairebé 150 estudiants i va publicar més de 250 articles científics.
El 1907 es va casar amb Margrit Hagenback, filla d'Eduard Hagenbach-Bischoff, amb qui tingué tres fills. La seva esposa morí el 1926 i el seu fill petit, el 1933. El 1936 es va tornar a casar amb Marguerite Lutz.
Rupe es va jubilar el 1937 i va morir el 12 de gener de 1951.

## Honors
- Membre estranger de Deutsche Akademie der Naturforscher Leopoldina (1932).[1][5]
- President i cofundador de Schweizerischen Chemischen Gesellschaft.[1]
- Editor d'Helvetica Chimica Acta.[1]

## Publicacions
- Anleitung zum Experimentieren in der Vorlesung über organische Chemie, Braunschweig, 1. Aufl. 1909, 2. Aufl. 1930.
- Adolf von Baeyer als Lehrer und Forscher. Erinnerungen aus seinem Privatlaboratorium. Stuttgart 1932.